# Ciuchino
Ciuchino è un personaggio conosciuto grazie alla saga di Shrek ed è rappresentato come un asino parlante grigio e di relative piccole dimensioni. 

## Storia

### Shrek
Nel primo film Ciuchino viene inseguito dalle guardie di Lord Farquaad per essere imprigionato in quanto asino parlante e quindi un personaggio fiabesco (con molta probabilità è l'asino della favola I musicanti di Brema vista la sua passione per il canto). Viene però salvato da Shrek; pur inizialmente rifiutato dall'orco, decide di rimanere con lui e lo segue nel suo viaggio per liberare Fiona dal Drago. In questa occasione scopre che il Drago è in realtà una Draghessa, la quale s'innamora di lui, e anche che Fiona si trasforma in orchessa tutte le notti e che Shrek si è innamorato di lei. Ciuchino cercherà di convincere Shrek a rivelare a Fiona quello che prova. Nonostante l'iniziale spavento, l'asino si fidanza con la Draghessa e i due aiutano Shrek e Fiona a sconfiggere Lord Farquaad. Grazie a Ciuchino Shrek rivela a Fiona che la ama e i due si sposano.

### Shrek 2
Nel secondo film Ciuchino accompagna Fiona e Shrek nel regno di Molto Molto Lontano. Beve insieme a Shrek la pozione magica della Fata Madrina e si trasforma in un fiero stallone bianco. Alla fine delle avventure, dopo aver conosciuto un nuovo compagno, il Gatto con gli Stivali, e aver fermato il piano di Azzurro e della Fata Madrina, Ciuchino ritorna nella sua forma originale. Nelle ultime scene del film la Draghessa gli vola incontro con i loro figli appena nati (in questa scena sei, diventati poi cinque).

### Shrek terzo
Nel terzo film Ciuchino accompagna Shrek nel viaggio alla ricerca di Artie (cugino di Fiona); durante un teletrasporto magico ad opera di Merlino scambia accidentalmente il corpo di Ciuchino con quello del Gatto con gli Stivali, e in questa forma riesce insieme agli altri a sventare il piano di conquista del regno da parte di Azzurro. Alla fine del film Merlino fa tornare i due nei rispettivi corpi, anche se le code rimangono scambiate (tuttavia quell'effetto era temporaneo poiché nelle scene successive hanno di nuovo le loro rispettive code).

### Shrek e vissero felici e contenti
Shrek viene ingannato dal malefico nano Tremotino, che lo convince a firmare un contratto magico per tornare a essere un "vero" orco per un giorno. Come conseguenza Ciuchino diventa l'asino da soma di due streghe, poiché Tremotino ha cancellato il giorno in cui Shrek è nato e quindi l'asino non lo ha mai conosciuto ed è stato venduto ad una fattoria e successivamente ceduto alle due streghe.
Shrek convince un diffidente Ciuchino a fidarsi di lui: l'asino lo vede piangere disperato e decide di aiutare l'orco a ottenere il bacio di vero amore da Fiona, in modo da tornare alla vita precedente e annullare così il contratto. La principessa, tuttavia, non è interessata a Shrek: ottenere un bacio da lei prima dell'aurora diventa un'impresa ardua per i due.
Ciuchino vede il Gatto con gli Stivali, ingrassato, e i due aiutano Shrek e Fiona a sfuggire alle grinfie del Pifferaio magico. Assieme agli orchi della squadra ribelle di Fiona si intrufolano nel palazzo di Tremotino e lo sconfiggono, tuttavia il giorno previsto dal contratto sta terminando e Shrek sta scomparendo, dato che non è riuscito a baciare Fiona. Questa lo bacia in tempo e riesce così ad annullare il contratto, ripristinando il flusso temporale.
Shrek riottiene il giorno della propria nascita e la sua vita torna alla normalità. Ciuchino si presenta alla festa di compleanno degli orchetti, con Shrek e gli altri, mentre Tremotino viene rinchiuso in una gabbia.

### Il gatto con gli stivali 2 - L'ultimo desiderio
Ciuchino fa un cameo silenzioso insieme a Shrek in un flashback del Gatto quando vede la sua vita passargli davanti agli occhi dopo essere stato quasi ucciso dalla Morte. In tale flashback viene visto camminare su un tronco insieme a Shrek e Gatto, ovvia parodia della canzone Hakuna Matata de Il re leone. 
Alla fine del film, Gatto torna a Molto Molto Lontano insieme a Kitty Zampe di Velluto e Perrito per andare a visitare vecchi amici, rivelando la sua intenzione di riunirsi con Ciuchino e gli altri.

## Carattere
Ciuchino è un gran chiacchierone ed è incapace di stare zitto in qualunque situazione: ama parlare, ballare e cantare, spesso a tal punto da innervosire chi gli sta intorno. Ama cibi come ciambelle, lasagne e torte. In Shrek 2 si scopre che gli piace il cibo messicano (suo cibo preferito) e in Shrek terzo si scopre che gli piacciono anche i gamberetti allo spiedo.
Ciuchino è anche intelligente e furbo oltre che un intellettuale, sebbene poche volte stia serio. È piuttosto fifone: tra le sue fobie ci sono l'acrofobia (si vede nel film Shrek quando deve attraversare un ponte instabile sopra un lago di lava), l'aracnofobia (si vede nel cortometraggio Shrek 3-D) e l'ipocondria (sempre nel film Shrek, quando deve cercare i fiori blu con spine rosse per Shrek; nella stessa occasione si scopre che è anche discromatopsico).
In Shrek 2 appare anche un altro aspetto del suo carattere: la gelosia, che si manifesta quando si unisce alla compagnia il Gatto con gli Stivali e dunque non è più lui l'unica spalla di Shrek, sebbene in seguito diventino ottimi amici.

## Altri media

### Videogiochi
Ciuchino non appare nel primo videogioco dedicato a Shrek per Xbox (Shrek), ma è comparso nei seguenti videogiochi:
- Shrek: Hassle at the Castle
- Shrek Extra Large (2002)
- Shrek Super Party (2003)
- Shrek 2 (2004), doppiato da Mark Moseley
- Shrek SuperSlam (2005)
- Shrek: Smash n' Crash Racing (2006), doppiato da Eddie Murphy
- Shrek the Third (2007), doppiato da Mark Moseley
- Shrek n' Roll (2007)

### Teatro
Nel musical teatrale del 2008 Ciuchino è interpretato da Daniel Breaker.

### Altre apparizioni
- Ciuchino è apparso come ospite nell'episodio Donkey della serie televisiva della DreamWorks Father of the Pride. Nell'episodio è rappresentato come un attore hollywoodiano ammirato dagli altri personaggi.
- Ciuchino è un personaggio con cui si può interagire agli Universal Studios Florida e agli Universal Studios Hollywood.

## Doppiatori
Di seguito sono elencati i doppiatori di Ciuchino nelle diverse lingue:
- Cantonese: Dicky Cheung
- Danese: Jan Gintberg
- Francese: Med Hondo
- Giapponese: Kōichi Yamadera
- Inglese: Eddie Murphy (film, Shrek Smash and Crash Racing e Father of the Pride), Mark Moseley (videogiochi, eccetto Shrek Smash and Crash Racing)
- Italiano: Nanni Baldini (film), Luca Sandri, Paolo De Santis e Renato Novara (videogiochi)
- Norvegese: Thomas Giertsen
- Polacco: Jerzy Stuhr
- Singalese: Gaminda Priyaviraj
- Spagnolo: José Mota, Eugenio Derbez (Messico)
- Tedesco: Randolf Kronberg (primo e secondo film), Dennis Schmidt-Foß (terzo film)